# Альфа-линоленовая кислота
α-Линоленовая кислота (IUPAC 18:3n-3), цис,цис,цис-9,12,15-октадекатриеновая кислота — одноосновная карбоновая кислота с тремя изолированными двойными связями, C17H29COOH. CAS 463-40-1. 
α-Линоленовая кислота является ненасыщенной жирной кислотой группы ω3-ненасыщенных жирных кислот.
Для альфа-линоленовой кислоты известен изомер — γ-линоленовая (гамаленовая) кислота — цис,цис,цис-6,9,12-октадекатриеновая кислота.

## Физические свойства
При комнатной температуре — Бесцветная маслянистая жидкость.
tkип 184 °C (532 н/м², или 4 мм рт. ст.), Tпл−11.3 °C, плотность 0,906 г/см³ (20 °C).

## Биологическое значение
α-Линоленовая кислота относится к незаменимым жирным кислотам, которые должны поступать с пищей для нормальной жизнедеятельности организма человека, и относится к классу омега-3-ненасыщенных жирных кислот.

## Встречаемость в природе
В виде триглицерида она содержится во многих растительных маслах, например, в перилловом (58 %), льняном (55 %), облепиховом (32 %), горчичном (32 %), конопляном (20 %), соевом (5 %) и др. Масло расторопши содержит 0,2 % самой линоленовой кислоты.